# Franz Defregger
Franz von Defregger (født 30. april 1835 i Stronach ved Dölsach i Tyrol, død 2. januar 1921 i München) var en østrigsk/bayrisk genremaler.

## Uddannelse
Fra sit hjemlands græsgange kom han til Innsbruck for at uddannes til billedhugger, og senere til kunstakademiet i München for malerkunstens skyld. Et ophold i Paris og studier i Carl von Pilotys atelier i München (1867) fortsatte hans uddannelse.

## Motivkreds
I Tyrols folkeliv fandt han hurtig sit rette felt, et uudtømmeligt forråd af maleriske, livfulde emner. Som historiemaler har Defregger også søgt tilbage til sin fødeegns tildragelser og har i en række arbejder, ofte af stor målestok, skildret begivenheder fra Andreas Hofers liv og i det hele fra opstanden 1809: Speckbacher og hans søn, det gribende Det sidste opbud, De Sejrendes Hjemkomst, Andreas Hofers gang til døden.
Enkelte gange har Defregger forsøgt sig i kirkemaleriet. Det rent maleriske er ikke Defreggers stærke side; hvad der har gjort ham så overordentlig populær, er hans store og fængslende fortællertalent, hans kærlighed til og inderlige forståelse af tyrolerne, de skønne, kernesunde kække kvinder og de vejrbidte mænd; de er sete i en idealiserende søndagsstemning, men dog med virkelighedssans.
Han blev professor ved Münchens Akademi.
I Glyptoteket i København findes maleriet Bondepige fra Tyrol.

## Galleri
| - Værker af Franz Defregger - Børn spiser kirsebær, 1869 Kinder beim Kirschenessen - De sidste reserver, 1874 Das letzte Aufgebot - Hjemvendende tyroler-landstorm-'tropper' fra krigen i 1809, 1876 Heimkehrender Tiroler Landsturm im Krieg von 1809 - Stormen på det røde tårn i München af smeden von Kochel julemorgen 1705 Erstürmung des Roten Turmes zu München durch den Schmied von Kochel am Weihnachtsmorgen 1705 - Salontyroleren, 1882 Der Salontiroler(de) - Andreas Hofer (no) holder krigsråd, 1897 Conseil de guerre d'Andreas Hofer - Kraftprøven, 1898 Die Kraftprobe - Pilgrimme, ca. 1920 Wallfahrer |